# Auguste Danse
Auguste Danse, né à Bruxelles le 13 juillet 1829 et mort à Uccle le 2 août 1929 , est un dessinateur, aquafortiste et buriniste belge.

## Biographie
Auguste Michel Danse, né à Bruxelles le 13 juillet 1829, est le fils de Mathias Danse et de Maria-Josepha Brandelet. Le 8 février 1862, il épouse, à Bruxelles, Adèle Adrienne Meunier (1826-1899), la sœur de Constantin Meunier. Elle lui donne deux filles toutes deux artistes. Sa fille Marie-Charlotte connue comme Marie Danse (née le 19 février 1866 et morte le 31 mai 1942 à Bruxelles), a épousé le 10 août 1889 l'avocat Jules Destrée, homme politique wallon qui deviendra ministre des Sciences et Beaux-Arts de 1919 à 1921. Son autre fille Marie Louise, artiste graveuse comme son père (connue sous son prénom Louise) a épousé Robert Sand, avocat et homme de lettres.
Auguste Danse est l'élève de François-Joseph Navez à l'académie de Bruxelles. Assez tôt, il doit cependant se cantonner à des travaux de gravure (pour Jacob Wiener, graveur en médailles), de dessin sur vitrail (pour Jean-Baptiste Capronnier) et de gravure sur cuivre pour les motifs d'étoffes et de dentelle (pour la société de Joseph de Hemptinne). Par la suite, il suit les cours de l'École royale de gravure de Bruxelles, sous la direction de Luigi Calamatta, illustre graveur qui lui enseigne sa technique. Cette rencontre sera déterminante dans sa carrière d'artiste principalement consacrée à la gravure.

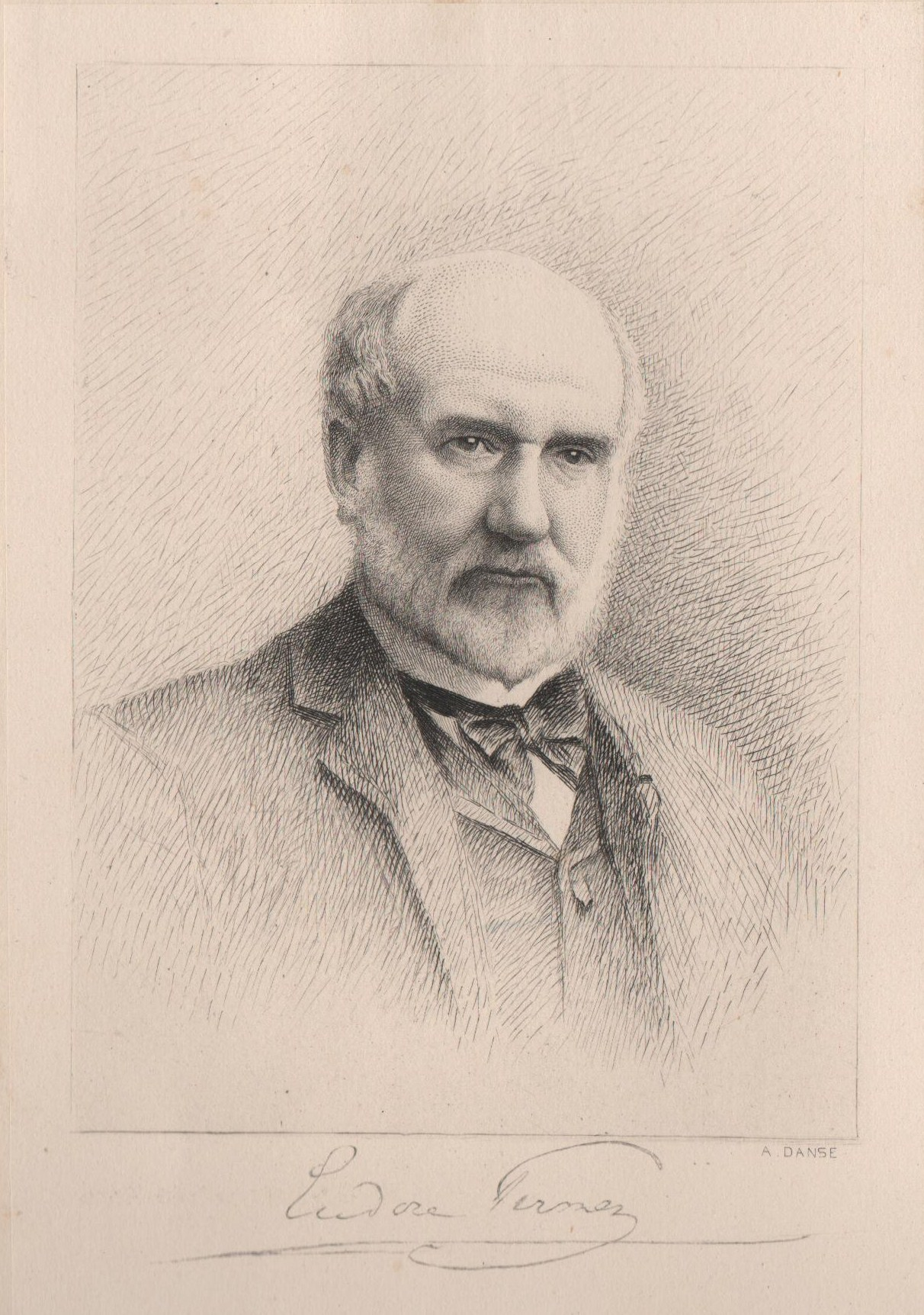
Portrait d'Eudore Pirmez (avant 1890).

Il obtient une première consécration en 1871 quand il est nommé professeur de dessin puis directeur de l'Académie royale des Beaux-Arts de Mons et y enseigne jusqu'en 1897. Il forme ainsi le graveur Louis Lenain qui décroche le premier prix de Rome. De sa propre initiative, il crée également un cours de gravure qui est intégré à l'enseignement de l'Académie des Beaux-Arts de Mons. De cette classe, sont notamment issus Victor Dieu et Alfred Duriau (en 1906) premiers grand prix de Rome pour la gravure, Georges Montenez, Louis Greuze et Charles Bernier, deuxième prix de Rome et ses deux filles artistes. En 1897, il quitte Mons pour se fixer à Uccle.
Danse a laissé un œuvre d'aquafortiste considérable et très variée, comme des copies gravées d'œuvres anciennes ou contemporaines mais il a également réalisé des originaux (portraits, paysages, etc.) .
Parmi ses nombreuses activités, il est notamment membre du Cercle des aquarellistes et des aquafortistes belges, membre du jury d'admission de la Société des Aquafortistes belges et membre de la classe des beaux-arts de l'Académie royale de Belgique en 1905. En 1906, il est membre fondateur du cercle artistique L'Estampe. Danse est aussi membre d'honneur du salon organisé par le cercle montois Le Bon Vouloir en 1913.
On trouve ses œuvres au musées royaux des beaux-arts de Belgique, au musée des beaux-arts de Gand, au musée Félicien Rops de Namur, au musée Charlier de Saint-Josse-ten-Noode, au musée d'Art et d'Histoire de Genève, etc.

## Hommages et distinctions
Ses œuvres sont exposées à l'exposition de Charleroi de 1911 et lors de la rétrospective organisée en 1929 à Uccle et à Mons pour son centième anniversaire.
Une rue à Uccle a été baptisée « rue Auguste Danse ».

## Distinctions belges
- Chevalier de l'ordre de Léopold (15 janvier 1883)[11].
- Grand officier de l'ordre de Léopold (en 1929).